# ジュリー・クワン
ジュリー・クワン（Julie Coin, 1982年12月2日 - ）は、フランス・アミアン出身の女子プロテニス選手。2009年のジャパン・オープン女子シングルス優勝者になった選手である。WTAツアー大会では、シングルス・ダブルスともに優勝はない。自己最高ランキングはシングルス60位、ダブルス49位。身長172cm、体重65kg。右利き、バックハンド・ストロークは両手打ち。

## 来歴
クワンは少女時代にアメリ・モレスモと同じクラブでテニスを習っていたが、アメリカ・サウスカロライナ州にあるクレムゾン大学に入学し、大学で数学の学位を取得した。2002年から2005年まで大学の学生テニス選手として活動したことから、彼女のプロテニスツアーでの経歴開始はかなり遅い。クワンが世界的な知名度を獲得したのは、2008年全米オープンの女子シングルス3回戦進出だった。それまでツアー成績が良くなかったことから、彼女は2008年度を最後にプロテニス界から撤退しようかと考えたという（女子ツアー公式プロフィールによる）。この全米オープンで、彼女は予選3試合を勝ち上がり、初めて4大大会のシングルス本戦出場権を得た。2回戦で当年度の全仏オープン優勝者、第1シードのアナ・イバノビッチ（セルビア）を 6-3, 4-6, 6-3 で破る大番狂わせを起こし、クワンは25歳にして一躍有名になった。続く3回戦では、かつて同じクラブの練習仲間であったモレスモに 4-6, 4-6 のストレートで敗退した。

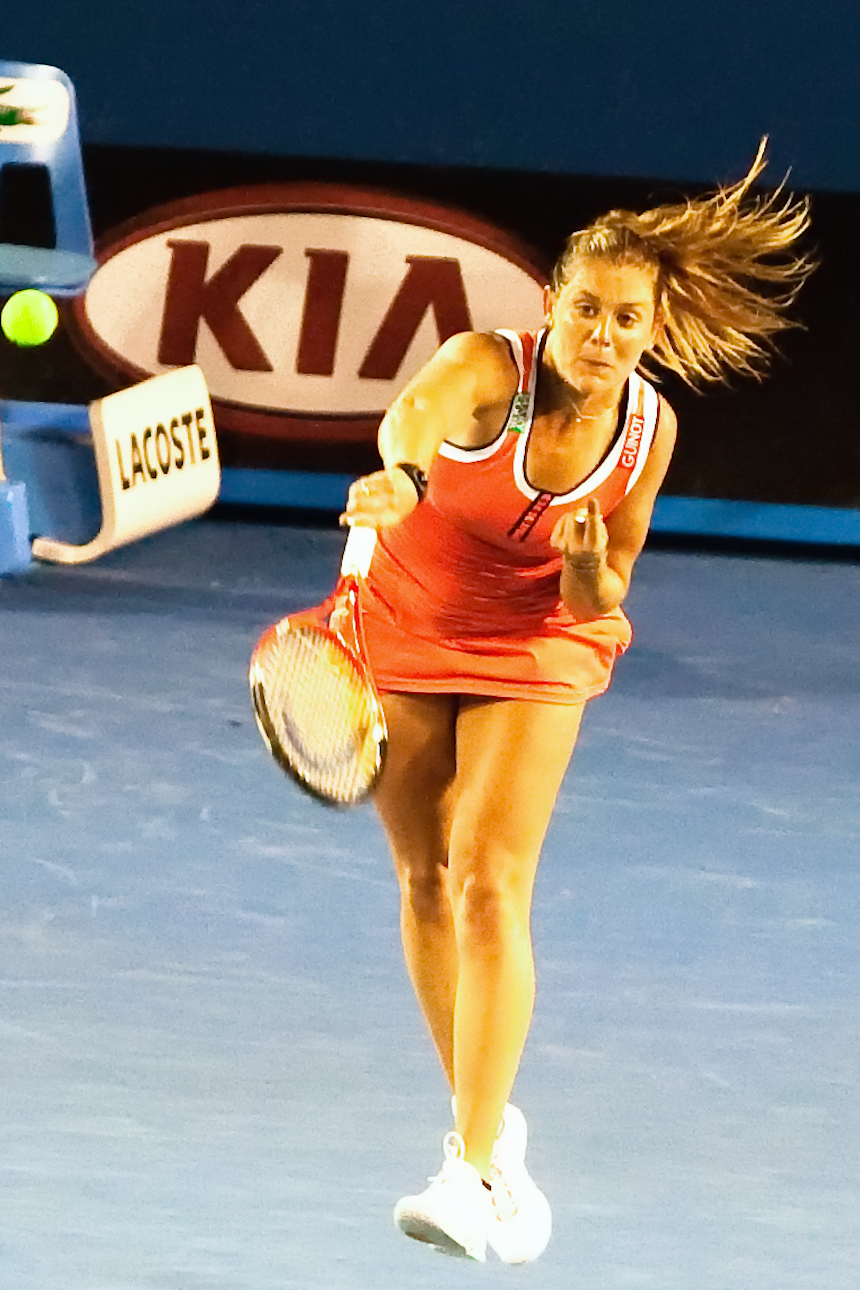
2010年全豪オープンにて

2009年度の彼女は、ウィンブルドンを除く3大会で2回戦に進出した。10月第2週の楽天ジャパン・オープンで、クワンは第1シードとして出場し、決勝でオリガ・サブチュク（ウクライナ）を 7-6(8-6), 4-6, 7-6(8-6) で破って初優勝を決めた。ジャパン・オープンの女子部門は、2009年よりWTAツアーから降格され、ITF下部レベルのサーキット大会になった。したがって、これはクワンのITFサーキット大会シングルス7勝目になるものの、WTAツアー初優勝ではない。
クワンは2010年に初めて女子国別対抗戦フェドカップの代表に選ばれた。アメリカとの1回戦で、メラニー・ウダンに 6-7(3), 4-6 で敗れフランスチームも1勝4敗で敗れたが、ドイツとの入れ替え戦では2勝2敗で迎えた最終戦のダブルスにアリーゼ・コルネとのペアで出場し、アンドレア・ペトコビッチ&クリスティナ・バロイス組に 6-3, 6-1 で勝利して残留を決めた。2011年のロシアとの1回戦は2勝2敗で迎えたダブルスにコルネと組んで再び出場したが、スベトラーナ・クズネツォワ&アナスタシア・パブリュチェンコワ組に 6-7(4), 0-6 で敗れ、フランスは2勝3敗で敗退した。
2011年頃からはランキングが下がり女子ツアー下部大会でプレーしていたが、2015年11月の地元リモージュ大会を最後に現役を引退した。

## 4大大会シングルス成績
略語の説明
| W | F | SF | QF | #R | RR | Q# | LQ | A | Z# | PO | G | S | B | NMS | P | NH |

W=優勝, F=準優勝, SF=ベスト4, QF=ベスト8, #R=#回戦敗退, RR=ラウンドロビン敗退, Q#=予選#回戦敗退, LQ=予選敗退, A=大会不参加, Z#=デビスカップ/BJKカップ地域ゾーン, PO=デビスカップ/BJKカッププレーオフ, G=オリンピック金メダル, S=オリンピック銀メダル, B=オリンピック銅メダル, NMS=マスターズシリーズから降格, P=開催延期, NH=開催なし.
| 大会           | 2006 | 2007 | 2008 | 2009 | 2010 | 2011 | 2012 | 2013 | 2014 | 2015 | 通算成績 |
| -------------- | ---- | ---- | ---- | ---- | ---- | ---- | ---- | ---- | ---- | ---- | -------- |
| 全豪オープン   | A    | A    | LQ   | 2R   | 2R   | A    | A    | LQ   | A    | A    | 2–2      |
| 全仏オープン   | LQ   | LQ   | LQ   | 2R   | 1R   | LQ   | LQ   | LQ   | A    | LQ   | 1–2      |
| ウィンブルドン | A    | A    | LQ   | 1R   | 1R   | A    | A    | LQ   | A    | LQ   | 0–2      |
| 全米オープン   | A    | LQ   | 3R   | 2R   | 1R   | A    | LQ   | LQ   | A    | LQ   | 3–3      |